# Fare (edificio)

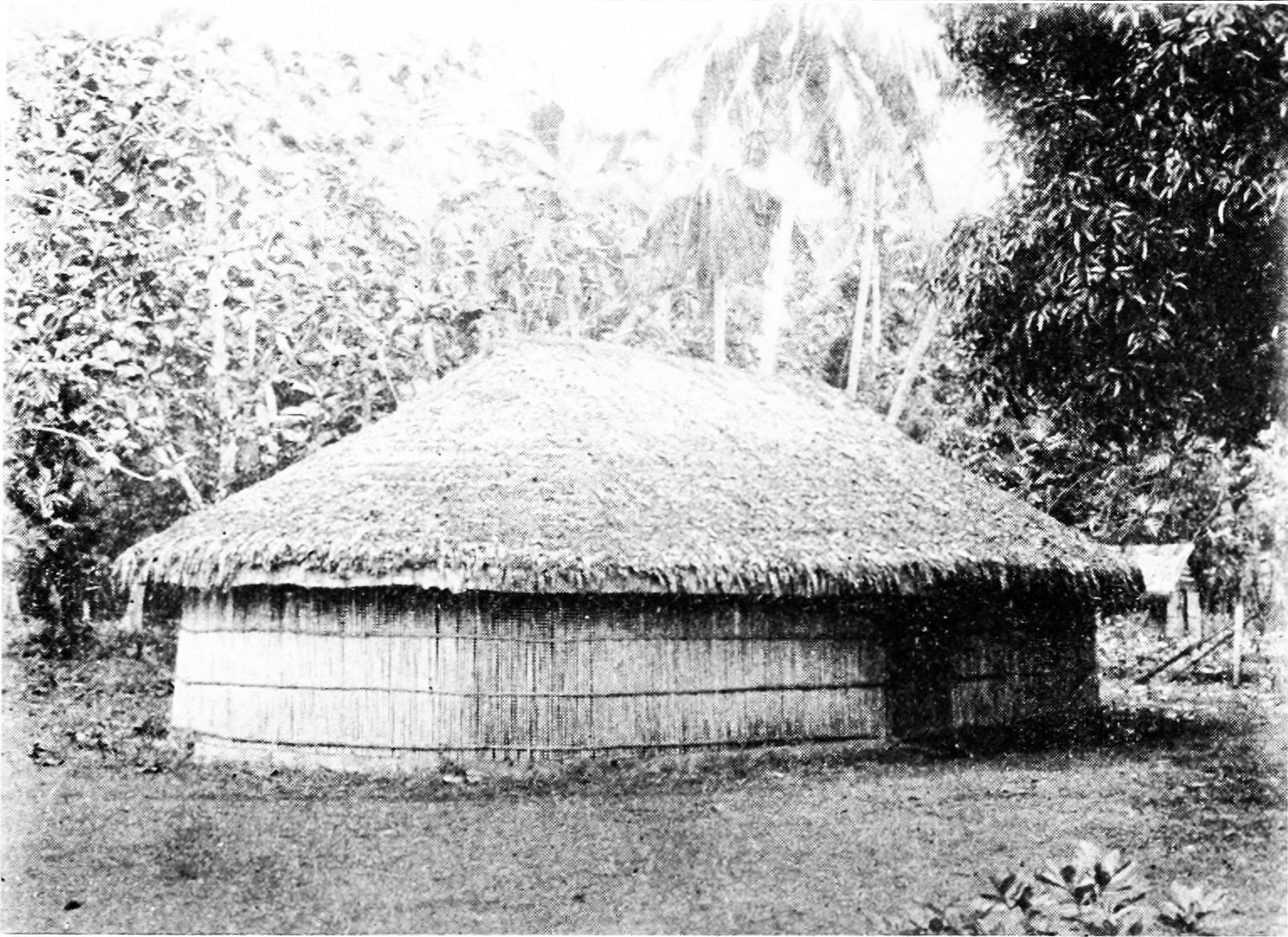
Fotografía de 1915 de un fare en Papara, Tahití

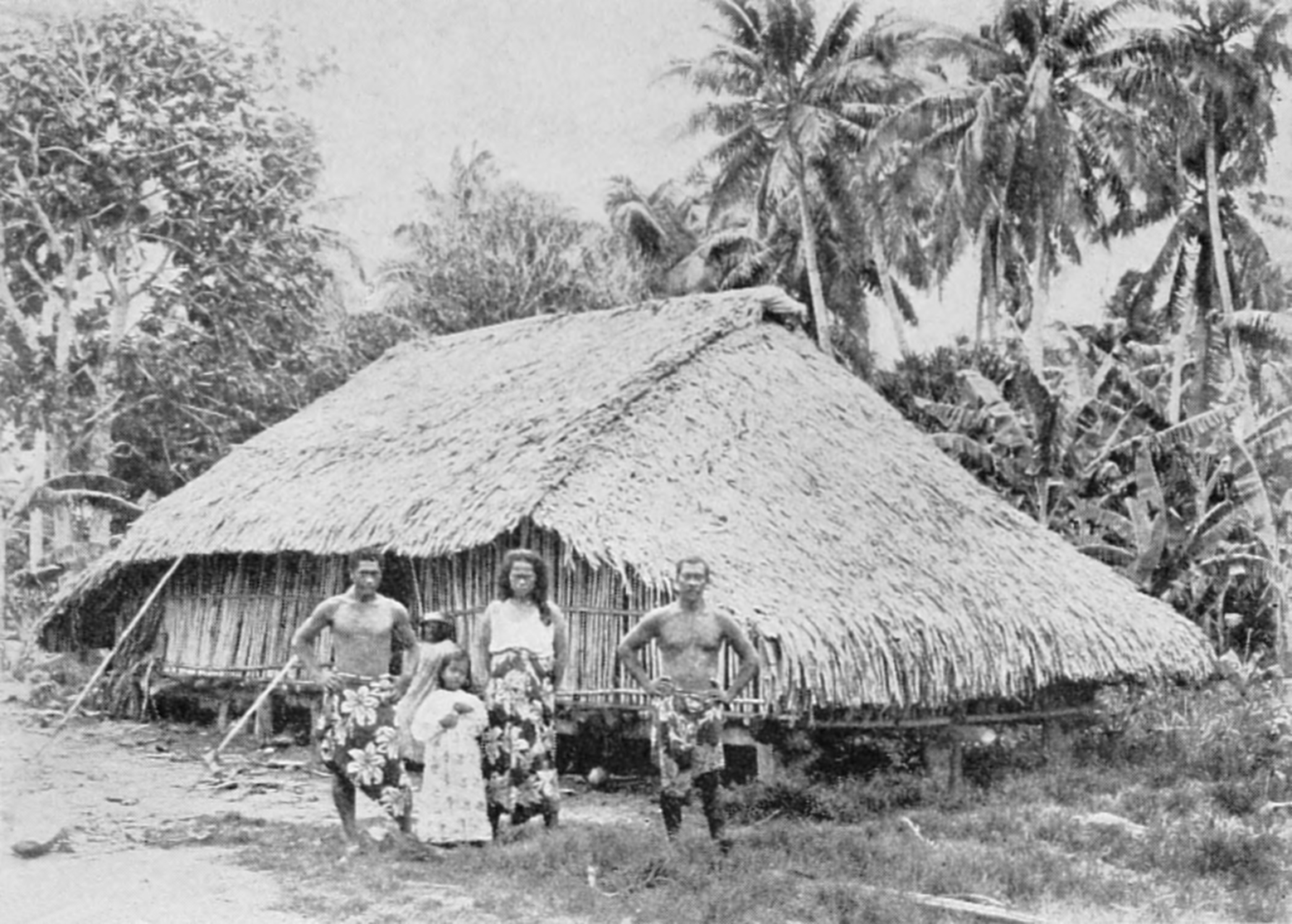
Fotografía de 1915 de un fare en Bora Bora

Un fare o faré es una vivienda tradicional polinesia. Originalmente, fare es el término tahitiano para una casa.

## Descripción
Los fares se elaboraban tradicionalmente con bambú y se cubría con pandanus y hojas de palmera, de distintos tamaños.

## El fare de los tiempos modernos
Hoy en día, los fares a menudo se construyen de madera y se cubren con láminas de metal, como la fare MTR (Misión de Reconstrucción Territorial), una construcción común en la Polinesia. Creada en 1983 por Jacques Derue, la fare MTR está diseñada para resistir ciclones. Se estima que el 15 % de la población polinesia vive en este tipo de edificación.
Sin embargo, muchos centros turísticos de la Polinesia Francesa han construido fares tradicionales cubiertos con hojas de pandanus, a veces sobre pilotes.

## Artículos relacionados
- Marae en la Polinesia Francesa